# San-X
San-X (サンエックス株式会社, San'ekkusu kabushiki gaisha) est une compagnie japonaise spécialisée dans le développement de personnages de type kawaii. San-X effectue la création, la distribution, le marketing de ces personnages semblables à ceux des animes japonaises et aux traits anthropomorphiques tels que Kogepan, Nyan Nyan Nyanko ou Afro Ken.
Les personnages reflètent généralement certains traits de la culture japonaise, par exemple Tissue-san (en français, on le traduirait par « Monsieur mouchoir », il a une tête en forme de distributeur de mouchoirs) était un personnage qui était censé encourager les jeunes japonais à utiliser des mouchoirs quand le besoin s'en faisait sentir.
La personnalité des personnages est recherchée, chacun a son caractère et ses manies. Par exemple, Momobuta, un cochon avec une tête en forme de pêche, adore le karaoké et se vernir les ongles. Mikanbōya est une orange qui aime le sucre et qui ne supporte pas le froid.

## Histoire
San-X fut fondée en avril 1932 sous le nom Chida Handler (チダ・ハンドラー, Chida-Handorā). La compagnie changea de nom en mai 1973 pour devenir San-X.

## Personnages San-X

### Animaux
- Afro Ken
- Abauchuu
- Azarashi Chap
- Berry Puppy
- Buru Buru Dog
- Chawanko
- Cherry Berry
- Chibi Hamucha
- Chibi Moomo
- Chiikaba
- Chiwawanko
- Chocopa
- Chou-Fleur
- Dakkusukun
- Dande no Kimochi
- Dapan
- Ecoala
- Flying Elephant
- Fukofuko Usagi
- Funyofunyo
- Hanakobuta
- Hariinu
- Harinezutan
- Homekoro
- Hoshikuma
- Iiwaken
- Jewel Cat
- Jinbei San
- Kamonohashikamo
- Kawaii Collection
- Kyoo Usa
- Kerori
- Key Rabbits
- Kireizukin Seikatsu
- Koinu no Toromi
- Kutsushita Nyanko
- Mamegoma
- Marimokochan
- Mikan Bouya
- Mixed Cats
- Momobuta
- Monokuro Boo
- Nakayoshi Net
- Nemurineko
- Nijinomukō
- Norucchi
- Nyan Nyan Nyanko
- Nyanpuku
- Piggy Girl
- Pinny Mu
- Rilakkuma
- Sentimental Circus
- Sumikkogurashi
- Tarepanda
- Tohoho na Dog
- Tsugi no Hi Kerori
- Wan Wan Wanko
- Waraneko
- Zombbit

### Nourriture
- Amagurichan
- Cheese Family
- Ginshari-san
- Goringo
- Kinakochan to Ankochan
- Kogepan
- Mamepyon
- Mikanbouya
- Soreike Otamachan!
- Tenshinchan
- Tomatorichan
- Tottemo Kantankun
- Tsurutsuru Ramenchan
- Yōguru-kun
- Yunomichan

### Objets
- Bonsaisan
- HAPPY SUNsan
- Ishikorokun
- Neko no Panya
- Tissue-san
- Wanroom

### Esprits
- Atsugari-san
- Baketamachan
- Beer-chan
- Boku Tsucchii
- Chokotto Iikoto!
- Nagomimakuri
- Oyasumi Bakura
- Sabokappa
- Samugari-san

## Jeux vidéo basés sur les personnages de San-X
- Rilakkuma : voir Liste des jeux vidéo Rilakkuma
- 1999 : Tarepanda no Gunpey sur WonderSwan
- 2000 : Taregoro: Tarepanda no Iru Nichijō sur PlayStation
- 2002 : Kogepan: Pan mo Game o Yarurashii... sur PlayStation
- 2005 : Nyan Nyan Nyanko no Nyan Collection sur Game Boy Advance
- 2006 : San-X Land: Theme Park de Asobō sur Nintendo DS
- 2007 : San-X Chara Sagashi Land sur Nintendo DS
- 2008 : San-X Character Channel: All-Star Daishūgō! sur Nintendo DS
- 2009 : Kutsushita Nyanko: Kutsushita o Haita Neko to Kurashi Hajime Mashita sur Nintendo DS
- 2012 : Mamegoma: Yoi Ko Marui Ko Genki na Ko sur Nintendo 3DS
- 2013 : Mamegoma Happy! Sweets Farm sur Nintendo 3DS